# Jürgen Paeke
Jürgen Paeke (n. 13 septembrie 1948, Biesenthal, Brandenburg, Germania) este un gimnast artistic ce a reprezentat Republica Democrată Germană, medaliat olimpic. A participat la o ediție a Jocurilor Olimpice (1972) în care a câștigat o medalie de bronz.